# Хенсвил (Алабама)
Хенсвил (енгл. Hanceville) град је у америчкој савезној држави Алабама. По попису становништва из 2010. у њему је живело 2.982 становника.

## Демографија
Према попису становништва из 2010. у граду је живело 2.982 становника, што је 31 (1,1%) становника више него 2000. године.
| Група             | 2000.         | 2010.         |
| Белци             | 2.705 (91,7%) | 2.720 (91,2%) |
| Афроамериканци    | 136 (4,6%)    | 106 (3,6%)    |
| Азијати           | 2 (0,1%)      | 22 (0,7%)     |
| Хиспаноамериканци | 68 (2,3%)     | 73 (2,4%)     |
| Укупно            | 2.951         | 2.982         |